# 雷氏鰻鰕虎
雷氏鰻鰕虎鱼（学名：Odontamblyopus lacepedii）为條鰭魚綱鱸形目鰕虎科狼牙鰕虎魚屬下的一个种。該物種主要分佈於中國、朝鮮半島和日本，體長可達30.3公分。